# Khatchik II d'Ani
 Khatchik, Khatchig  ou  Khachig II  Anec‘i  (i.e d’Ani, en arménien Խաչիկ Բ Անեցի ; mort en 1060) est Catholicos de l'Église apostolique arménienne de 1054 à 1060.

## Biographie
Khatchig II était le neveu du patriarche Petros Ier Getadartz et son coadjuteur depuis 1041/1042.
Dès sa consécration, des émissaires de l’empereur Constantin X Doukas l’obligent à venir à Constantinople avec tous ses trésors, tant ceux de Sébaste que ceux d’Arménie.
Son séjour forcé dure trois ans (1054-1057) et il n’est autorisé à quitter la capitale et à retrouver sa liberté que grâce à l’intervention virulente des princes arméniens : l’ex-roi Gagik II d'Arménie et Atom et Abousahl, les deux fils de Sénéqérim-Hovhannès de Vaspourakan. Le siège du patriarcat est alors relégué à Thavbloor, près de « Taranda » (actuellement Darende dans la province de Malatya) aux confins de l’Arménie.
Selon René Grousset, Khatchig II serait mort en 1060, et par la volonté de l’empereur byzantin, le siège patriarcal serait demeuré vacant jusqu’à la nomination du fils de Grégoire Magistros, qui devient en 1065 le catholicos  Grégoire II le Martyrophile.